# Lillian Rosine
Lillian Rosine (née le 19 février 1896 à Chicago , dans l'Illinois) et morte le 15 février 1978 à Marina Del Rey, en Californie) est une actrice américaine de la période du cinéma muet.

## Biographie
Lillian Rosine ne tourne que peu de films entre 1917 et 1929 .

## Filmographie
- 1917 : Maison de danses au far-west (Hell Morgan's Girl) de Joseph De Grasse
- 1917 : The Cost of Hatred de George Melford
- 1919 : The Wife Breakers d'Eddie Lyons et Lee Moran
- 1925 : La Ruée vers l'or (The Gold Rush) de Charlie Chaplin
- 1929 : Song of the Roses de Gus Edwards (court métrage)